# Calea ferată Sibiu–Vințu de Jos
Calea ferată Sibiu–Vințu de Jos este o cale ferată principală în România. Ea traversează marginea nordică a Carpaților Meridionali din sud-vestul Transilvaniei.

## Istoric
În anul 1872 orașul Sibiu a fost conectat la rețeaua feroviară a Regatului Ungariei prin calea ferată Sibiu–Copșa Mică. Cu toate acestea, drumul pe cale ferată între capitala ungară Budapesta și Sibiu era destul de greoi. Pentru a scurta traseul, guvernul ungar a decis să construiască o linie de cale ferată, care să pornească din localitatea Vințu de Jos, de pe calea ferată Arad–Alba Iulia, prin Sebeșul Săsesc direct către Sibiu. Distanța pe cale ferată între Vințu de Jos și Sibiu a putut fi astfel scurtată de la 119 la 83 km.
Calea ferată Sibiu–Vințu de Jos a fost pusă în funcțiune la 25 noiembrie 1897.
La sfârșitul primului război mondial, Transilvania a devenit parte componentă a României, iar căile ferate din Transilvania au fost preluate de compania feroviară română de stat CFR.

## Situație actuală
Calea ferată nu este electrificată și este  predominant linie dublă. Tronsoanele între Sibiu hc. și Orlat, între Săliște și Apoldu de Sus, precum și Cunța și Miercurea Sibiului, ca și cel între Sebeș și Vințu de Jos, sunt cu linie simplă. Segmentele dublate sunt Orlat-Săliște, Apoldu de Sus-Miercurea Sibiului și Cunța-  Sebeș. Pe aici trec zilnic mai multe trenuri personale, accelerate și un tren rapid. Există, de asemenea, și trafic de marfă. Declivitatea maximă atinge 17 mm/m între stațiile Miercurea Sibiului și Săliște. 
Un tronson foarte pitoresc al acestei linii se află între halta Tilișca și stația Apoldu de Sus. Pe această porțiune calea ferată se strecoară printr-o pădure deasă de foioase, trecând pe cinci viaducte spectaculoase și printr-un tunel în curbă, proiecte de măiestrie ale Școlii de Inginerie din Viena. Pe acest segment există și numeroase curbe cu rază mică (250 de m).
Este preconizată dublarea segmentului Miercurea Sibiului - Cunța.